# Darkness (single van Eminem)
Darkness is een single uit 2020 van de Amerikaanse rapper Eminem.

## Betekenis
Het nummer vertelt het verhaal van de Amerikaanse terrorist Stephen Paddock, die op 1 oktober 2017 een aanslag pleegde op het countrymuziekfestival Route 91 Harvest. Hij deed dit vanuit het hotel Mandalay Bay, dat tegenover het festival terrein stond. Bij de aanslag kwamen 58 mensen om het leven en raakten 868 mensen gewond.

## Videoclip
Eminem heeft de videoclip en de single tegelijkertijd uitgebracht. De video begint met een waarschuwing, waar de kijker het volgende wordt verteld: "The following video contains graphic scenes and a reenactment of a mass shooting. If you have been affected by gun violence, this video could be activating. Viewer discretion is advised". In de clip ziet de kijker minuten voor het bloedbad plaatsvindt, hoe Paddock voorbereidingen treft op de aanslag, door wapens te pakken. Ook ziet de kijker dat Paddock onder invloed is van benzodiazepinen. Uiteindelijk wordt Paddock getoond wanneer hij op onschuldige mensen schiet en op het einde, met de laatste zin van de rap-verse "Just tryin' to show ya the reason why we're so fucked. 'Cause by the time it's over, won't make the slightest difference.", pleegt Stephen Paddock zelfmoord.